# Westley Gough
Westley Gough (Hastings, 4 de maig de 1988) és un ciclista de Nova Zelanda, que actualment corre a l'equip Budget Forklifts.
Especialista en pista, en el seu palmarès destaquen dues medalles de bronze als Jocs Olímpics de Pequín i Londres. Gough va guanyar aquestes dues medalles sense competir en les finals, sinó participant en les rondes qualificatòries.

## Palmarès en ruta
- 2011
  -  Campió de Nova Zelanda en contrarellotge
  - Vencedor d'una etapa del Tour de Wellington
- 2012
  - Vencedor d'una etapa del Tour del País de Savoia

## Palmarès en pista
- 2005
  -  Campió del món júnior en Persecució per equips, amb Sam Bewley, Darren Shea i Jesse Sergent
- 2008
  -  Medalla de bronze als Jocs Olímpics del 2008 en persecució per equips, amb Jesse Sergent, Sam Bewley, Hayden Roulston i Marc Ryan
- 2009
  - Campió d'Oceania en Persecució per equips, amb Sam Bewley, Peter Latham i Marc Ryan
- 2012
  -  Medalla de bronze als Jocs Olímpics del 2012 en persecució per equips, amb Jesse Sergent, Sam Bewley, Marc Ryan i Aaron Gate

### Resultats a laCopa del Món
- 2010-2011
  - 1r a Cali, en Persecució per equips